# Alliance de l'industrie touristique du Québec
 (juillet 2023).

Logo

L’Alliance de l'industrie touristique du Québec est un organisme sans but lucratif créé en 2015 et chargée, par le ministère du Tourisme (Tourisme Québec), de déterminer les orientations en matière de promotion du tourisme au Québec. Elle succède à la Direction de la promotion et de la mise en marché du ministère du Tourisme. Elle est la fusion de l’Association québécoise de l’industrie touristique (AQIT), ATR associées du Québec et ATS Québec, dont elle assure dorénavant les services qui étaient offerts par une des trois associations.

## Historique
Lors des Assises du tourisme 2015, la ministre du Tourisme, Dominique Vien, a annoncé la création de l'Alliance de l'industrie touristique du Québec (l'Alliance) comme l'un des éléments du nouveau modèle d’affaires et de gouvernance en tourisme. Elle a précisé qu'elle répondait ainsi à une demande historique de l’industrie touristique visant à unifier et assouplir la mise en marché de la destination. Elle a déclaré vouloir donner «les moyens de fédérer les efforts de tous les partenaires autour d’une stratégie de marketing portant une vision commune et beaucoup plus forte».
Constituée par lettres patentes le 30 octobre 2015 en vertu de la troisième partie de la Loi sur les compagnies, la corporation a tenu son assemblée générale de fondation le 28 janvier 2016. Ont été élus respectivement président, vice-président et secrétaire : messieurs Éric Larouche, président d'ATR associées du Québec, président de Tourisme Saguenay—Lac-Saint-Jean et propriétaire de l'Hôtel Chicoutimi, Patrice Malo, président de Station Mont-Tremblant, et Yan Hamel, président de l'Association québécoise de l'industrie touristique et président de Croisières AML.
Dans le cadre de son nouveau modèle d’affaires et de gouvernance en tourisme, le ministère du Tourisme a délégué à cette corporation la mise en marché de la destination québécoise. Pour sa première année d'existence (2016), la corporation devrait voir son enveloppe totale pour la promotion touristique du Québec sur le plan international [passer] de 13 M$ à 30 M$, soit une augmentation de 130 %, répartis ainsi : 13 M$ provenant annuellement du ministère du Tourisme, 10 M$ provenant des associations touristiques régionales et 7 M$ provenant du milieu.
Dans les intentions du ministère, l'Alliance doit «proposer à la ministre du Tourisme, et en fonction des orientations qu’elle lui aura indiquées, l'unique stratégie de marketing pluriannuelle de la destination, accompagnée d’un plan annuel d’activités.» L’organisme devra également «coordonner l’ensemble des activités de promotion et de mise en marché de la destination québécoise sur les marchés hors Québec et d’en mesurer les retombées.» 
Un protocole d’entente lie le ministère du Tourisme et cette corporation.

## Mission
L'Alliance définit sa mission ainsi : «Dans une perspective de croissance des recettes touristiques, l'Alliance a pour mission de rassembler, concerter et représenter les entreprises et les associations du secteur touristique, de soutenir et de participer au développement de l'offre et à la mise en marché touristique du Québec dans une approche renouvelée et cohérente favorisant notamment la mise en commun de l'expertise et l'émergence des idées novatrices.»

## Association québécoise de l'industrie touristique
L'Association québécoise de l'industrie touristique était une corporation à but non lucratif constituée en 2001. Elle regroupait des entreprises et organisations touristiques afin de promouvoir, défendre et concerter leurs intérêts et leurs enjeux. Malgré la présence d'organismes sectoriels, elle s'était donné comme mission de chapeauter l’ensemble des entreprises en tourisme afin d'être leur principal interlocuteur.

## ATR associées du Québec
Les Associations touristiques régionales associées du Québec inc. était un organisme sans but lucratif constitué en 1994 de la fusion de deux autres corporations : Les Associations touristiques régionales A.T.R. associées du Québec inc. et Société québécoise de promotion touristique. Autrefois connue sous l'acronyme ATRAQ et sous le nom d'ATR associées du Québec depuis mars 2002, la fédération regroupait 21 des 22 associations touristiques régionales du Québec.

## ATS Québec
ATS Québec était une corporation à but non lucratif constituée en 2013. Elle regroupait toutes les associations touristiques sectorielles du Québec.